# Puchar Rumunii w piłce siatkowej mężczyzn
Puchar Rumunii w piłce siatkowej mężczyzn (ro. Cupa României) – cykliczne rozgrywki w piłce siatkowej organizowane przez Federația Română de Volei (FRV). 

## Triumfatorzy
| Sezon     | Miejsce finału                                                          | Zwycięzca                                                               | Wynik spotkania                                                         | Finalista                                                               |
| --------- | ----------------------------------------------------------------------- | ----------------------------------------------------------------------- | ----------------------------------------------------------------------- | ----------------------------------------------------------------------- |
| 2006/2007 |                                                                         | Tomis Konstanca                                                         |                                                                         |                                                                         |
| 2007/2008 |                                                                         | Tomis Konstanca                                                         | 3:0                                                                     | VCM LPS Piatra Neamț                                                    |
| 2008/2009 |                                                                         | Tomis Konstanca                                                         | 3:2 (26:28, 25:17, 21:25, 25:17, 15:10)                                 | VCM LPS Piatra Neamț                                                    |
| 2009      |                                                                         | Tomis Konstanca                                                         | 3:0 (25:23, 25:15, 31:29)                                               | Știința Explorări Baia Mare                                             |
| 2010      | Baia Mare                                                               | Dinamo Bukareszt                                                        | 3:0 (25:14, 25:22, 25:17)                                               | Tomis Konstanca                                                         |
| 2011/2012 | Piatra Neamț                                                            | ACS Volei Municipal Zalău                                               | 3:1 (19:25, 25:22, 25:20, 25:23)                                        | Dinamo Bukareszt                                                        |
| 2012/2013 |                                                                         | Tomis Konstanca                                                         | 3:0 (25:16, 25:22, 28:26)                                               | ACS Volei Municipal Zalău                                               |
| 2013/2014 | Piatra Neamț                                                            | Tomis Konstanca                                                         | 3:1 (25:19, 21:25, 25:15, 25:19)                                        | Dinamo Bukareszt                                                        |
| 2014/2015 | Braszów                                                                 | ACS Volei Municipal Zalău                                               | 3:0 (25:21, 25:19, 25:18)                                               | Tomis Konstanca                                                         |
| 2015/2016 | Piatra Neamț                                                            | ACS Volei Municipal Zalău                                               | 3:0 (25:21, 25:14, 25:20)                                               | Știința Explorări Baia Mare                                             |
| 2016/2017 | Piatra Neamț                                                            | CS Arcada Galați                                                        | 3:0 (25:18, 25:22, 25:21)                                               | ACS Volei Municipal Zalău                                               |
| 2017/2018 | Gałacz                                                                  | Tricolorul LMV Ploeszti                                                 | 3:2 (25:18, 23:25, 21:25, 25:20, 15:9)                                  | CS Arcada Galați                                                        |
| 2018/2019 | Alexandria                                                              | Dinamo Bukareszt                                                        | 3:1 (26:28, 25:20, 25:18, 26:24)                                        | CSM Arcada Galați                                                       |
| 2019/2020 | Z powodu pandemii COVID-19 rozgrywki zostały przerwane i niedokończone. | Z powodu pandemii COVID-19 rozgrywki zostały przerwane i niedokończone. | Z powodu pandemii COVID-19 rozgrywki zostały przerwane i niedokończone. | Z powodu pandemii COVID-19 rozgrywki zostały przerwane i niedokończone. |
| 2020/2021 | Kluż-Napoka                                                             | Dinamo Bukareszt                                                        | 3:1 (18:25, 25:23, 28:26, 25:23)                                        | SCMU Craiova                                                            |
| 2021/2022 | Braszów                                                                 | CSM Arcada Galați                                                       | 3:0 (25:19, 25:21, 25:23)                                               | Steaua Bukareszt                                                        |
| 2022/2023 | Braszów                                                                 | SCMU Craiova                                                            | 3:1 (17:25, 25:23, 25:18, 28:26)                                        | CSM Arcada Galați                                                       |
| 2023/2024 | Mioveni                                                                 | Rapid Bukareszt                                                         | 3:1 (22:25, 25:22, 25:14, 28:26)                                        | Steaua Bukareszt                                                        |
| 2024/2025 | Blaj                                                                    | CSM Corona Brașov                                                       | 3:1 (25:21, 26:24, 31:33, 25:18)                                        | SCM Zalău                                                               |